# Felix Leitner
Felix Leitner (Hall in Tirol, 31 dicembre 1996) è un biatleta austriaco.

## Biografia
Felix Leitner, originario di Mils bei Hall, ai Mondiali juniores di Cheile Grădiștei 2016 ha vinto la medaglia d'oro nella sprint e nell'individuale e quella di bronzo nell'inseguimento; in Coppa del Mondo ha esordito il 3 dicembre 2016 a Östersund (45º in sprint) e ha ottenuto il primo podio il 18 marzo 2018 a Oslo Holmenkollen (2º in staffetta). Ai Mondiali di Östersund 2019, sua prima presenza iridata, si è classificato 30º nell'individuale, 36º nella sprint, 22º nell'inseguimento, 19º nella partenza in linea e 8º nella staffetta, a quelli di Anterselva 2020 27º nell'individuale, 9º nella sprint, 9º nell'inseguimento, 6º nella partenza in linea, 6º nella staffetta e 8º nella staffetta mista e a quelli di Pokljuka 2021 14º nell'individuale, 51º nella sprint, 44º nell'inseguimento e 10º nella staffetta. Ai XXIV Giochi olimpici invernali di Pechino 2022, sua prima presenza olimpica, si è piazzato 16º nell'individuale, 46º nella sprint, 10º nell'inseguimento, 29º nella partenza in linea, 10º nella staffetta e 10º nella staffetta mista; ai Mondiali di Nové Město na Moravě 2024 è stato 57º nell'individuale, 49º nella sprint, 39º nell'inseguimento e 12º nella staffetta.

## Palmarès

### Mondiali juniores
- 3 medaglie:
  - 2 ori (sprint, individuale a Cheile Grădiștei 2016)
  - 1 bronzo (inseguimento a Cheile Grădiștei 2016)

### Coppa del Mondo
- Miglior piazzamento in classifica generale: 22º nel 2020
- 3 podi (1 individuale, 2 a squadre):
  - 2 secondi posti (1 individuale, 1 a squadre)
  - 1 terzo posto (a squadre)

### Campionati austriaci
- 5 medaglie[1]:
  - 4 ori (individuale, partenza in linea, staffetta nel 2016; staffetta nel 2017)
  - 1 argento (sprint nel 2016)

### Campionati austriaci juniores
- 12 medaglie[1]:
  - 5 ori (partenza in linea, staffetta nel 2014; inseguimento, individuale, staffetta nel 2015)
  - 3 argenti (staffetta nel 2013; inseguimento nel 2014; sprint nel 2015)
  - 4 bronzi (inseguimento, partenza in linea nel 2012; inseguimento, partenza in linea nel 2013)